# Motorsportjahr 1905
◄◄ | ◄ | 1901 | 1902 | 1903 | 1904 | Motorsportjahr 1905

Weitere Sportereignisse

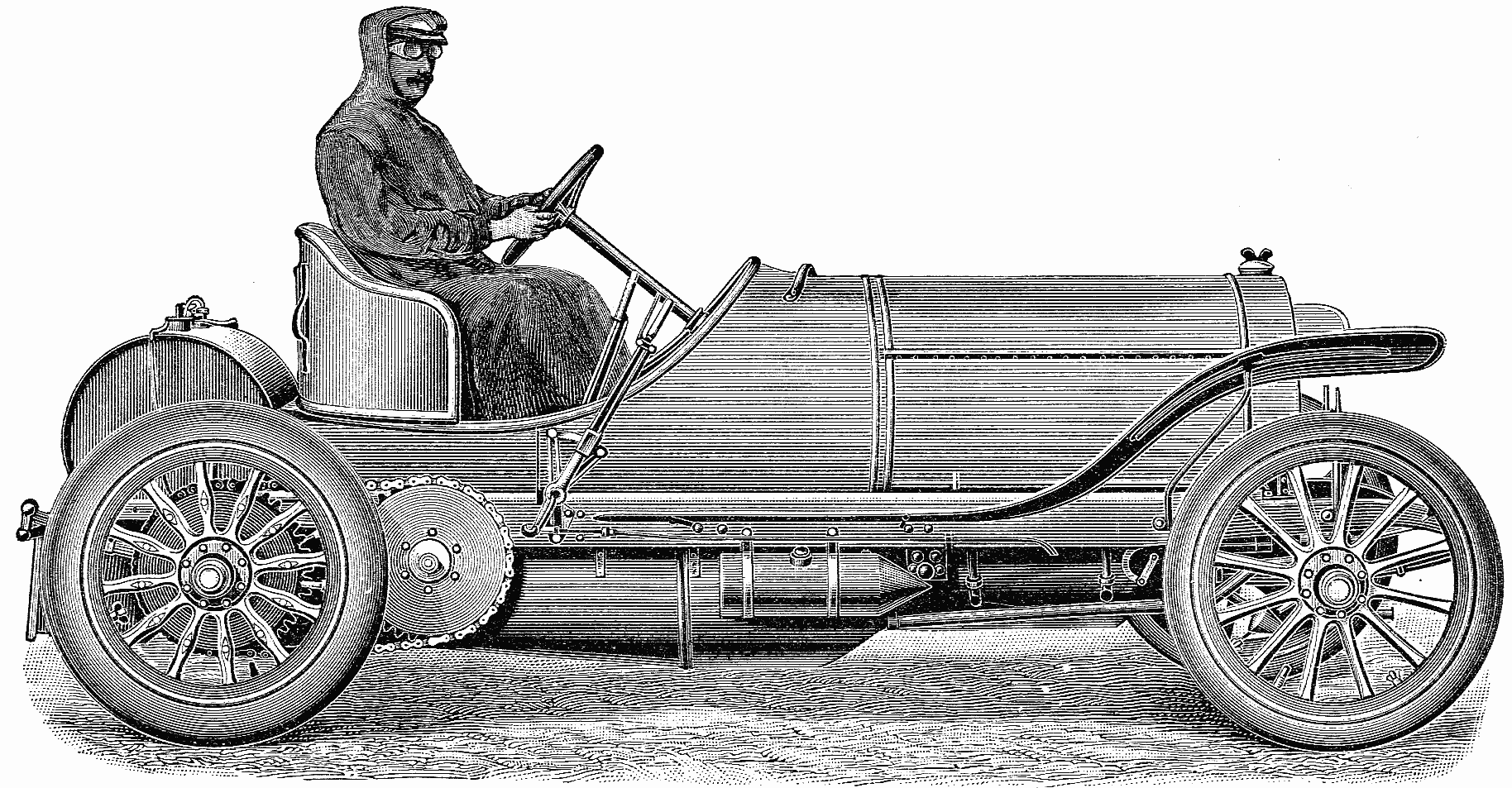
Zeichnung des Mercedes-Rennwagens, mit dem Camille Jenatzy das Rennen in der Auvergne fuhr

Die Motorsportjahr 1905 war eine Übergangssaison zur ersten Grand-Prix-Saison im Jahr 1906. Der Gordon-Bennett-Cup wurde mit seinen strikten Beschränkungen von nur drei Fahrzeugen pro Nation dem Anspruch vor allem der französischen Automobilindustrie auf Chancengleichheit nicht mehr gerecht und wurde daher in diesem Jahr zum letzten Mal ausgetragen. Vorübergehend fand Le kilomètre et le mile à Dourdan etwas mehr Zuspruch.

## Rennergebnisse

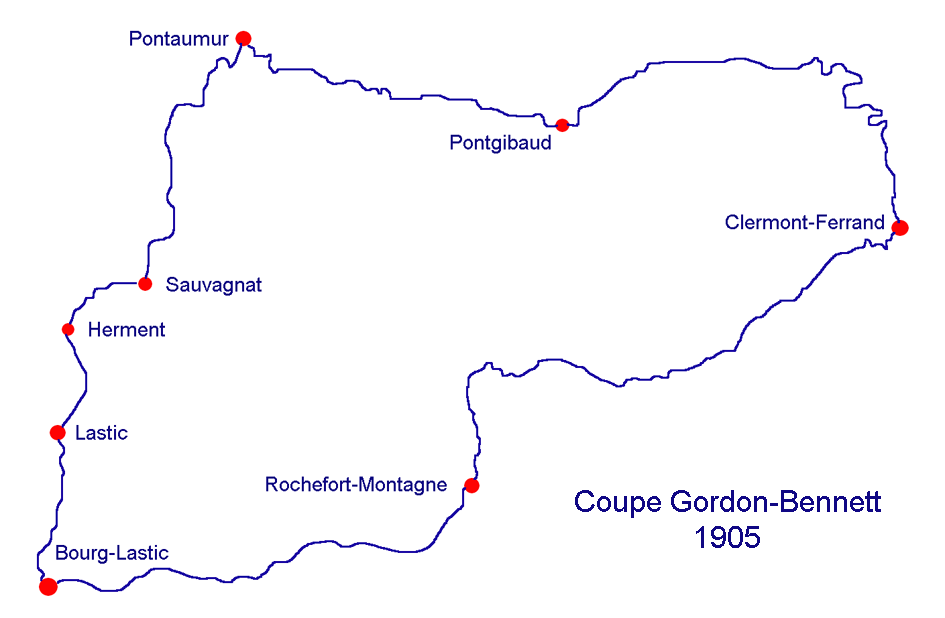
Streckenführung des Gordon-Bennett-Cup 1905

### Gordon-Bennett-Cup – Auvergne
| Platz | Fahrer           | Team            | Zeit         |
| ----- | ---------------- | --------------- | ------------ |
| 1     | Léon Théry       | Richard-Brasier | 7:02:42,6 h  |
| 2     | Felice Nazzaro   | Fiat            | 0+7:67,0 min |
| 3     | Alessandro Cagno | Fiat            | +18:80,4 min |

Obwohl 1905 zum letzten Mal um den Gordon-Bennett-Cup gefahren wurde, kam noch einmal ein großartiger internationaler Wettbewerb zustande. Als Strecke wurde mit dem Circuit du Auvergne ein extrem anspruchsvoller Kurs in hügeliger Landschaft bei Clermont-Ferrand mit einer Rundenlänge von 137,5 km und nicht weniger als 177 Kurven ausgewählt, der auf Betreiben des dort angesiedelten Reifenherstellers auch als Circuit Michelin bezeichnet wurde. Gegenüber dem Taunus-Rundkurs vom Vorjahr wurde die Schwierigkeit damit noch einmal wesentlich gesteigert. Bereits Monate vor dem Rennen konnten französische Teams mit Trainingsfahrten auf der Strecke beginnen und auch das erneut notwendige französische Ausscheidungsrennen wurde darauf ausgetragen, sodass die einheimischen Teilnehmer bezüglich Streckenkenntnis im Vorteil waren. Im Gegenzug konnte Mercedes erneut allein gleich zwei komplette Teams ins Rennen schicken, die wie im Vorjahr für Deutschland wie auch für Österreich antraten. Das übrige Feld bestand aus drei weiteren Mannschaften aus Großbritannien, Italien und den USA, insgesamt gingen somit erneut 18 Teilnehmer ins Rennen. Statt des allgemein erwarteten erneuten französisch-deutschen Duells bestimmten jedoch vor allem die FIAT-Rennwagen des italienischen Teams anfänglich den Rennverlauf, mit denen lediglich die beiden Richard-Brasier von Vorjahressieger Léon Théry und Gustave Caillois mithalten konnten. Erst nach dem Ausfall von Spitzenreiter Vincenzo Lancia konnte Théry schließlich die Führung doch wieder für das französische Team gewinnen und auch bis zum Rennende halten. Er war damit erster und einziger Fahrer, der den Gordon-Bennett-Cup zweimal gewinnen konnte. Die Plätze zwei und drei gingen mit 7 bzw. 18 Minuten Rückstand an die FIAT-Fahrer Felice Nazzaro und Alessandro Cagno vor Caillois auf dem vierten Rang. Das Mercedes-Team erlebte dagegen aufgrund eines enormen Reifenverschleißes ein wahres Debakel. Berichten zufolge waren die noch einmal deutlich in der Leistung gesteigerten Rennwagen für die Streckencharakteristik zu frontlastig, zudem habe man aufgrund des geltenden Gewichtslimits von 1007 kg leichtere und damit weniger haltbare Reifen auswählen müssen. Bester Mercedes-Fahrer wurde am Ende Christian Werner auf Platz 5 mit bereits über einer Stunde Rückstand.
Aufgrund der Benachteiligung der französischen Automobilindustrie, die allein mehr Hersteller umfasste als im gesamten Rest von Europa, wurden die Rennen um den Gordon-Bennett-Cup im Anschluss ab 1906 durch den Grand Prix de l’ACF als neues Format ersetzt.

### Ardennen-Rennen – Bastogne
| Platz | Fahrer         | Team               | Zeit         |
| ----- | -------------- | ------------------ | ------------ |
| 1     | Victor Hémery  | Darracq            | 5:58:32,2 h  |
| 2     | Henri Tart     | Panhard & Levassor | +15.05,6 min |
| 3     | Hubert Le Blon | Panhard & Levassor | +24:23,8 min |

Das schon traditionelle Ardennen-Rennen im belgischen Bastogne brachte am 7. August 1905 den Durchbruch für Victor Hémery, der mit Darracq vor zwei Panhards gewinnen konnte.

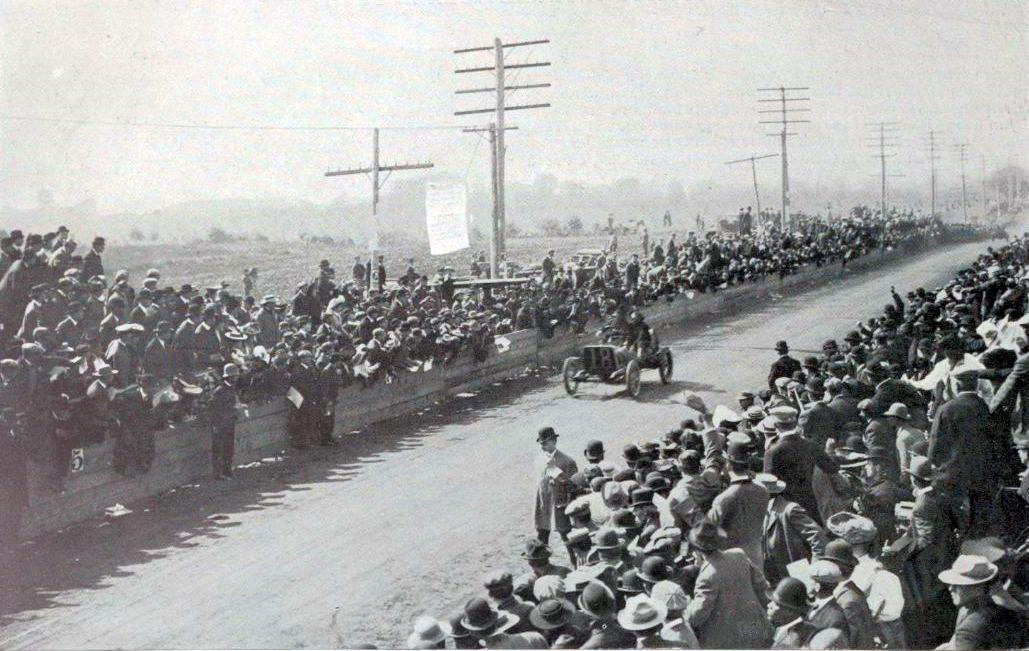
Der Sieger Victor Hémery bei der Zieldurchfahrt.

### Vanderbilt-Cup – Long Island
| Platz | Fahrer        | Team               | Zeit         |
| ----- | ------------- | ------------------ | ------------ |
| 1     | Victor Hémery | Darracq            | 4:36:08,0 h  |
| 2     | George Heath  | Panhard & Levassor | 0+3:32,0 min |
| 3     | Joe Tracy     | Locomobile         | +22:18,0 min |

Erneut lud der amerikanische Industrielle William Kissam Vanderbilt II die europäische Fahrerelite zu einem Rundstreckenrennen nach Long Island ein. Die Strecke war gegenüber dem Vorjahr abgeändert. Zu fahren waren 283 Meilen (455,5 km) in 10 Runden.
Die Vorausscheidung für die USA (es zählte die Nationalität des Automobilherstellers, nicht des Fahrers) gewann Bert Dingley auf dem 60-PS-Pope-Toledo mit der Startnummer 3 vor Joe Tracys rotem 90-PS-Locomobile mit der Nummer 7. Für Unmut sorgte die Entscheidung der Rennkommission der American Automobile Association (AAA), dass die drei übrigen Teilnehmer für die USA von der Kommission unabhängig vom Rang bestimmt wurden. So kamen J. Walter Christie mit seinem frontgetriebenen Rennwagen eigener Konstruktion mit 50 PS (Nr. 11), Walter White mit einem 40-PS-White-Dampfrennwagen (Nr. 19) und ein zweiter Pope-Toledo (Nr. 15 mit Herbert Lytle) an den Start.
Beim Rennen vom 14. Oktober 1905 gab es wie schon im Vorjahresrennen Probleme mit Zuschauern, die die Strecke stürmten. Geschätzte 100.000 Besucher verfolgten das Geschehen an der Strecke.
Von 20 gemeldeten Fahrzeugen erschienen 19 am Start. Bestes Team der gastgebenden USA war Locomobile auf Rang drei; beide Pope-Toledo waren nach Kolbenproblemen zu Rennschluss in der 6. Runde gezwungen, White und Christie waren ausgefallen. Letzterer verunfallte, in seiner dritten Runde nach Treibstoffproblemen, mit dem zu dieser Zeit führenden Vincenzo Lancia auf 120-PS-F.I.A.T. in dessen achter Runde. Bis zum Zeitpunkt, als Lancia den auf die Strecke zurückkehrenden Christie übersehen hatte und von hinten auf ihn aufgefahren war, betrug sein Vorsprung 30 mi (48 km) auf den späteren Zweiten Hémery; bis dahin hatte er das Rennen über 113 mi (182 km) mit einem Schnitt von 72 mph (116 km/h) dominiert. Der Unfall verlief für die Teilnehmer glimpflich, Lancia verlor aber wegen Radbruch eine halbe Stunde und wurde nur noch Vierter. Der Franzose Victor Hémery gewann vor Lokalmatador George Heath und dem bejubelten Locomobile. Jenatzy auf Mercedes (Nr. 1) fiel in der vierten Runde mit Motorschaden (Lager) aus.
Am Rennen nahmen interessante Konstruktionen teil wie der White Steamer (der einzige Dampfwagen, der je an einem Vanderbilt-Cup startete), Christies innovativer Rennwagen mit Frontantrieb und die führenden europäischen Hersteller Mercedes, Panhard & Levassor, De Dietrich, Renault und F.I.A.T. Der Locomobile hatte nicht nur den größten Motor im Wettbewerb – der Vierzylinder brachte es auf 1195 c.i (19.583 cm³) – er war auch der einzige US-Teilnehmer mit konkurrenzfähiger Leistung. Der spätere Siegerwagen, der kräftig motorisierte 80-PS-Darracq, war der leichteste Wagen im Feld und der einzige mit Kardan- statt Kettenantrieb. Es zeigte auch die zu dieser Zeit überlegene europäische Technik: Ohne Lancias Unfall wären die ersten drei Plätze an Frankreich und Italien gegangen.